# Einar Schiern
Einar Theodor Immanuel Schiern (født 24. december 1814 i København, død 21. september 1876 sammesteds) var en dansk embedsmand. 
Han var en søn af historikeren Jens Kragh Høst i dennes ægteskab med Susanne Margrethe, født Oxholm, der i 1825 ægtede Niels Frederik Bernhard Schiern, hvis familienavn flere af stifbørnene derefter antog. Han blev i 1832 privat dimitteret til universitetet, tog i 1838 juridisk embedseksamen og indtrådte samme år som volontær i Kontoret for de udenlandske Betalinger under Direktionen for Statsgælden og den synkende Fond. I 1842 blev han kancellist og i 1845 fuldmægtig i det nævnte kontor, som han dog allerede forlod i begyndelsen af 1849 for efter stiffaderens ønske at overtage stillingen som bogholder i Statsbogholderikontoret, af hvis detaljerede ordning han indlagde sig en ikke ringe fortjeneste. I 1853 avancerede han til overfinansbogholder, hvis forretninger han i længere tid under stiffaderens sygdom havde varetaget med omhu og energi, og i 1864 blev han chef for Finansministeriets departement for anvisningsvæsenet og statsbogholderiet (fra 1872 kaldet 2. departement), hvormed han fra 1873 forbandt stillingen som statsgældsdirektør. Sidstnævnte år blev han tillige chef for Koloniernes Centralbestyrelse og medlem af bestyrelsen for Tontinen af 1800. I 1851 var han bleven kammerråd, i 1853 justitsråd, i 1856 etatsråd, og i 1876 fik han Dannebrogsordenens Kommandørkors af 2. grad.